# Ново-Кирпичный мост
Но́во-Кирпи́чный мост — автодорожный железобетонный балочный мост через Волковку во Фрунзенском районе Санкт-Петербурга. Расположен по чётной (южной) набережной Обводного канала, у впадения Волковки в Обводный канал. Выше по течению находится Лесопильный мост. Ближайшая станция метрополитена — «Обводный канал».

## Название
Первоначально (с 1849 года) мост назывался Кирпичным, так как его устои были облицованы кирпичом. С 1908 года, после перенесения моста на новое место, он стал называться Ново-Кирпичным.

## История
В 1832—1833 годах по проекту П. П. Базена в устье Волковки был построен трёхпролётный деревянный мост. Мост имел ригельно-подкосное пролётное строение, деревянные, на металлических сваях, промежуточные опоры и каменные устои, облицованные кирпичом. В XIX веке мост два раза капитально ремонтировался: в 1855 и 1888 годах. К началу XX века мост был деревянным подкосной конструкции, длина составляла 49 м, ширина — 7,8 м.
В 1908 году, в связи с постройкой нового железнодорожного моста, трасса которого попадала на левый устой Кирпичного моста, последний был снесён. Устье Волковки было перенесено вниз по течению Обводного канала и Управлением Николаевской железной дороги был построен новый мост в прежних конструкциях. В 1915 году в связи с уширением проезда вдоль набережной Обводного канала Санкт-Петербургская городская Управа признала необходимость перестройки моста.

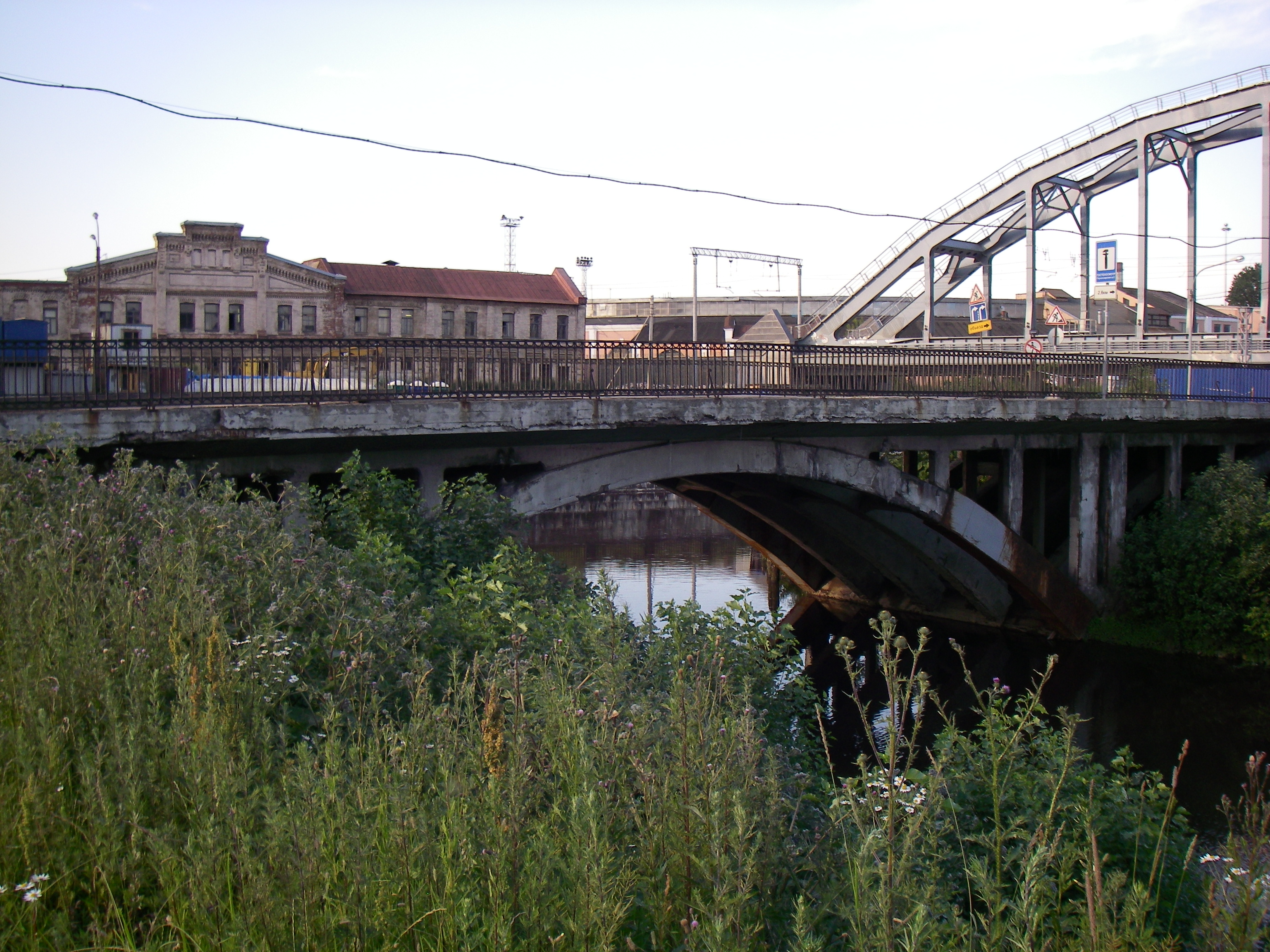
Арочный Ново-Кирпичный мост, 2011 год

В 1926 году по проекту инженеров Б. Д. Васильева и О. Е. Бугаевой деревянный мост заменён арочным двухконсольным железобетонным мостом (впервые в СССР применён предварительно напряжённый железобетон). В поперечном направлении пролётное строение состояло из 10 арок, с расстоянием между их осями 2 м. Консоли работали только от постоянной нагрузки, после раскружаливания и осадки арок и консолей под концы последних были подведены дополнительные опоры и в дальнейшем от временной нагрузки боковые пролёты-консоли работали как балки на двух опорах. Пролёт арки составлял 24 м, стрела подъёма — 4,8 м, пролёт каждой консоли — 10,8 м. Длина моста была 48,9 м, ширина — 13,5 м. По конструкции мост был схож со Шлиссельбургским мостом через Обводный канал, построенным в 1929 году. 
В 1976 году силами РСУ «Ленмосттреста» выполнен капитальный ремонт моста, в ходе которого заменена гидроизоляция, деформационные швы, переложены тротуарные плиты, выполнено торкретирование (укрепление бетоном) фасадных арок и установлено новое перильное ограждение по типу решёток набережной Обводного канала. В 2009 году мост был признан аварийным и в октябре 2011 года разобран.
Существующий мост возведён в 2011—2012 годах в составе проекта реконструкции Американских мостов и строительства транспортной магистрали по южному берегу набережной Обводного канала. Заказчиком работ являлся Комитет по благоустройству и дорожному хозяйству администрации Санкт-Петербурга, генподрядчиком — ОАО «Мостострой № 6», генеральным проектировщиком — ГУП «Ленгипротранс». Проект моста разработан в институте «Инжтехнология» (главный инженер проекта — П. О. Лебедев). Торжественное открытие движения по мосту состоялось 25 декабря 2012 года.

## Конструкция
Мост однопролётный железобетонный, балочно-разрезной системы. Пролётное строение состоит из железобетонных балок постоянной высоты. Устои из монолитного железобетона на свайном основании. С низовой стороны моста опоры облицованы гранитом. Общая длина моста составляет 28,1 м, ширина моста — 27 м (из них ширина проезжей части — 21 м и два тротуара по 3 м).
Мост предназначен для движения автотранспорта и пешеходов. Проезжая часть моста включает в себя 6 полос для движения автотранспорта. Покрытие проезжей части и тротуаров — асфальтобетон. Тротуары отделены от проезжей части высоким парапетом. На мосту установлено металлическое перильное ограждение, по типу перильного ограждения набережной Обводного канала, завершающееся на устоях гранитным парапетом.